# Josh McEachran
Joshua Mark "Josh" McEachran (Oxford, 1993. március 1.) angol labdarúgó, jelenleg a Middlesbrough FC-ben játszik középpályásként. A nevéhez fűződő rekord, hogy amikor 2010. szeptember 15-én csereként beállt a Zsolna elleni Bajnokok Ligája-mérkőzésen, ő lett a kupasorozat első olyan játékosa, aki annak 1992 őszi útjára indulása után született.

## Klubstatisztika
(2012. augusztus 22-i állapot szerint)
| Csapat              | Szezon              | Bajnokság | Bajnokság | Bajnokság | Kupa  | Kupa | Kupa     | Nemzetközi kupa | Nemzetközi kupa | Nemzetközi kupa | Összesen | Összesen | Összesen |
| Csapat              | Szezon              | Meccs     | Gól       | Gólpassz  | Meccs | Gól  | Gólpassz | Meccs           | Gól             | Gólpassz        | Meccs    | Gól      | Gólpassz |
| ------------------- | ------------------- | --------- | --------- | --------- | ----- | ---- | -------- | --------------- | --------------- | --------------- | -------- | -------- | -------- |
| Chelsea             | 2010–11             | 9         | 0         | 0         | 2     | 0    | 0        | 6               | 0               | 0               | 17       | 0        | 0        |
| Chelsea             | 2011–12             | 2         | 0         | 0         | 3     | 0    | 0        | 0               | 0               | 0               | 5        | 0        | 0        |
| Swansea City        | 2011–12             | 4         | 0         | 0         | 1     | 0    | 0        | 0               | 0               | 0               | 5        | 0        | 0        |
| Middlesbrough FC    | 2012–13             | 1         | 0         | 0         | 0     | 0    | 0        | 0               | 0               | 0               | 1        | 0        | 0        |
| Karrier összesítése | Karrier összesítése | 16        | 0         | 0         | 6     | 0    | 0        | 6               | 0               | 0               | 28       | 0        | 0        |